# 14501 Tetsuokojima
14501 Tetsuokojima è un asteroide della fascia principale. Scoperto nel 1995, presenta un'orbita caratterizzata da un semiasse maggiore pari a 2,2058562 UA e da un'eccentricità di 0,1444267, inclinata di 5,29780° rispetto all'eclittica.